# قضاء المناذرة
قضاء المناذرة أحد أقضية محافظة النجف.
مركز القضاء يضم عدداً من الأحياء السكنية مثل حي الزهراء وحي العسكري وحي الشهداء وحي الجمعية وحي الجمهوري وحي الخورنق وغيرها من الأحياء الأخرى إضافة إلى ولاية المناذرة الذي يضم أسواقاً تجارية كثيرة ومتنوعة.
يتبع القضاء ناحيتي الحيرة والمناذرة.

## أعلام
- هدى سجاد محمود شاكر